# Псковский ипподром

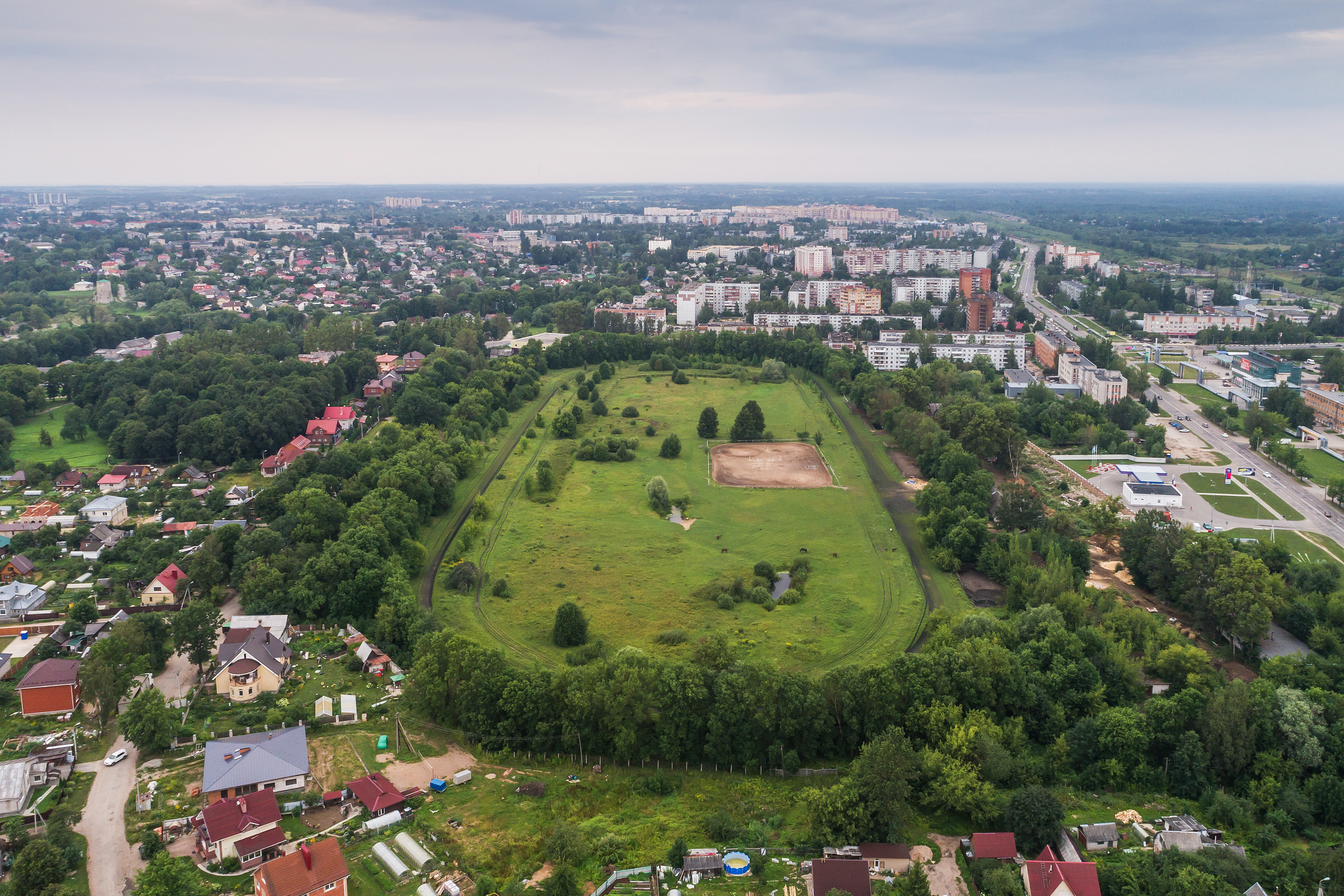
Аэрофотосъёмка с юга

Псковский ипподром — ипподром города Пскова.
Расположен в микрорайоне Запсковье, на улице Ипподромной, 28. В честь него улице, на которой он расположен, было и дано это название.

## История
Псковский ипподром был открыт в 1949 году. В том же году на нём стали проводиться конные скачки. В послевоенные годы оставалось довольно много лошадей, поэтому Министерство сельского хозяйства СССР посчитало нужным открыть в Пскове ипподром, где лошадям будет найдено хорошее применение. Изначально на ипподроме было около 40 лошадей, а в конце 1950-х — в начале 1960-х годов их было 150.
Псковский ипподром являлся единственным ипподромом на Северо-Западе. Ипподрома не было ни в Новгороде, ни в Ленинграде.
С середины 1950-х годов на ипподроме проводились выставки достижений сельского хозяйства.
В связи с распадом Советского Союза псковский ипподром стал переживать не самые лучшие времена: лошадей стало значительно меньше, финансирование ипподрома было практически прекращено.
По состоянию на 2014 год, ипподром продолжает свою работу. По выходным и праздничным дням в центре Пскова проходит катание на лошадях.

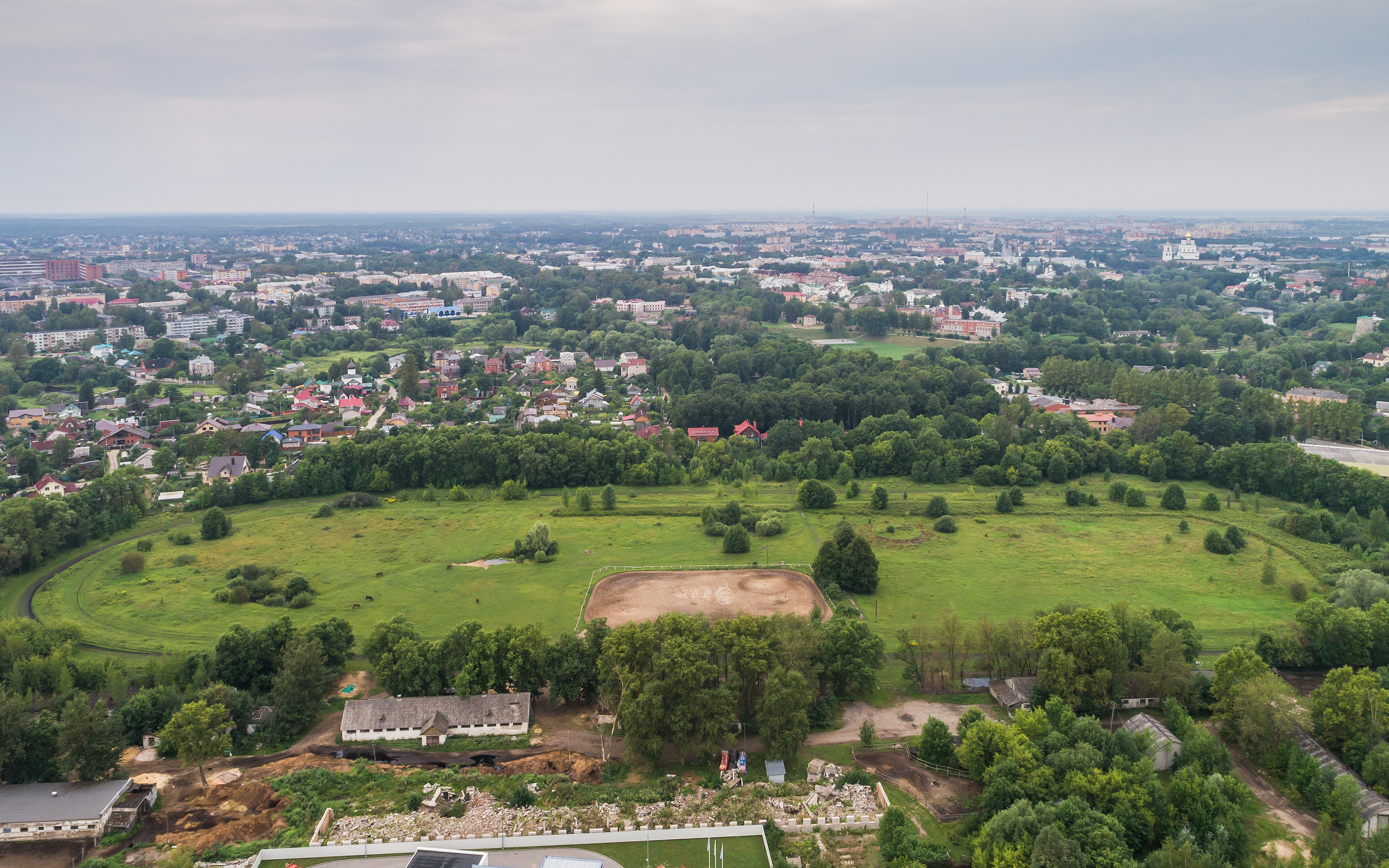
Аэрофотосъёмка с востока
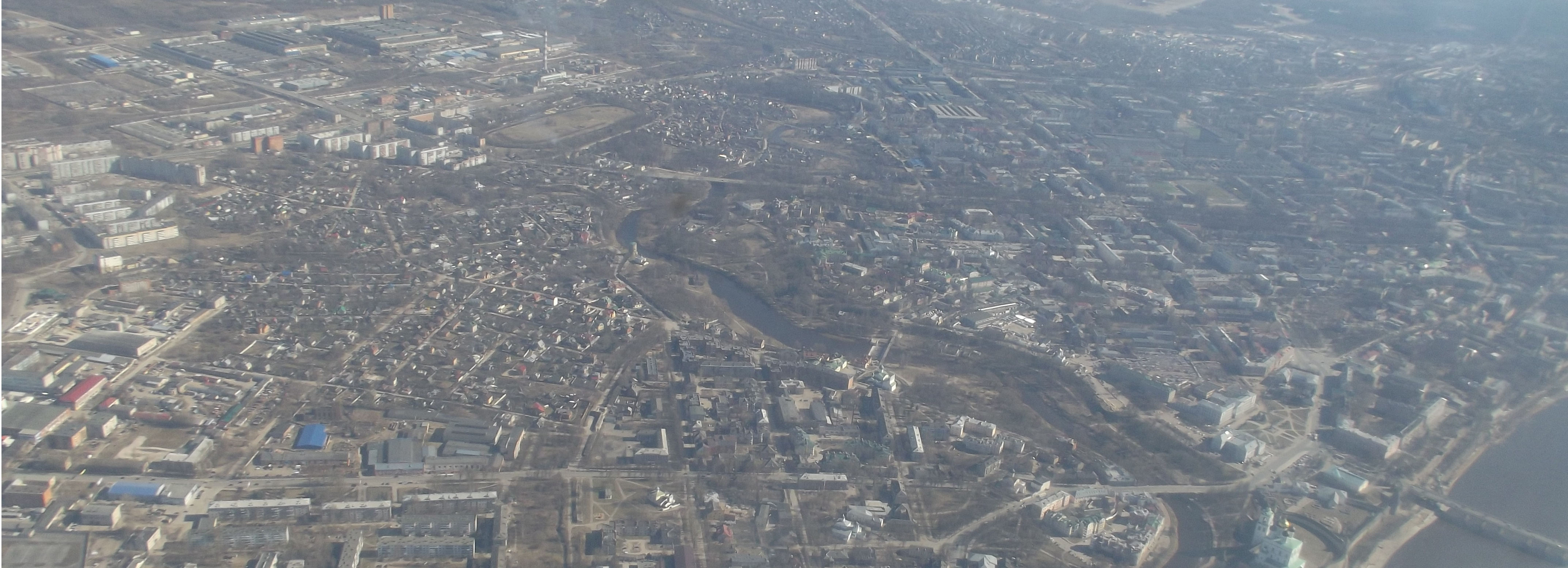
Вид на ипподром (вверху по центру) с самолёта (хорошо виден, если полностью открыть фотографию).